# Wladimir Alexandrowitsch Matuchin
Wladimir Alexandrowitsch Matuchin (russisch Владимир Александрович Матухин; * 1. September 1960 in Leningrad) ist ein russischer Schauspieler, Schauspiellehrer, Theaterpädagoge und Regisseur.

## Leben
Wladimir Alexandrowitsch Matuchin spielte nach dem Studium an der Theaterakademie in Leningrad bis in die 1990er Jahre an verschiedenen Bühnen in Moskau und Sankt Petersburg Theater. Seit dem Oktober 1991 arbeitet und lebt er vor allem in Deutschland. Durch einen Kontakt des am Düsseldorfer JuTA-Theater arbeitenden US-amerikanischen Regisseurs Ernest Martin kam Matuchin an seine erste deutschsprachige Theaterrolle. 1993 gründete er dann seine eigene Theatergruppe, das Pivo-Theater. Mit diesem inszenierte er Anton Tschechows Stück Der Bär und ging damit auf Tournee nach Sankt Petersburg und Kaliningrad. Des Weiteren begann er auch in deutschen Film- und Fernsehproduktionen aufzutreten, unter anderem in SOKO Leipzig, Der Staatsanwalt oder Verbotene Liebe. Zudem spielte er eine Nebenrolle in David Cronenbergs Kinofilm Eine dunkle Begierde.
Daneben machte Matuchin sich einen Namen als privater Schauspiellehrer. Als Dozent arbeitete er im Tanzhaus NRW „die werkstatt“ (Düsseldorf). Bekannte Schauspieler wie Alex von Hugo, Dascha Trautwein, Orhan Okan, Friedrich Witte und Erkan Gündüz begannen ihren Schauspielunterricht bei Matuchin.
Matuchin lebt in Düsseldorf, gibt seine Schauspiel-Seminare aber auch in anderen deutschen Großstädten wie Köln oder München.

## Filmografie (Auswahl)
- 1996: Schimanski – Die Schwadron (Krimiserie)
- 2000: Halt mich fest! (Fernsehfilm)
- 2001: Die Motorrad-Cops – Hart am Limit – Blutsbrüder (Fernsehserie)
- 2001: Club der starken Frauen – Die Rote Meile – Johnnys Tod (Fernsehserie)
- 2004: SOKO Leipzig – Grenzverkehr (Krimiserie)
- 2010: Der Staatsanwalt – Tod eines Schülers (Krimiserie)
- 2011: Eine dunkle Begierde
- 2011: Alarm für Cobra 11 – Die Autobahnpolizei – Mitten ins Herz (Fernsehserie)